# Sheyenne River Bridge
Die Sheyenne River Bridge ist eine eingleisige Eisenbahnbrücke über den Sheyenne River, der hier durch die Talsperre Baldhill zum Lake Ashtabula aufgestaut ist. Die Trestle-Brücke überquert den nördlichen Teil des Stausees im Griggs County von North Dakota, etwa sechs Kilometer nordwestlich der Ortschaft Luverne. Die Brücke ist Teil einer bis 1912 von der Great Northern Railway gebauten Eisenbahnverbindung zwischen Fargo und Minot, die heute von der BNSF Railway betrieben wird.

## Geschichte

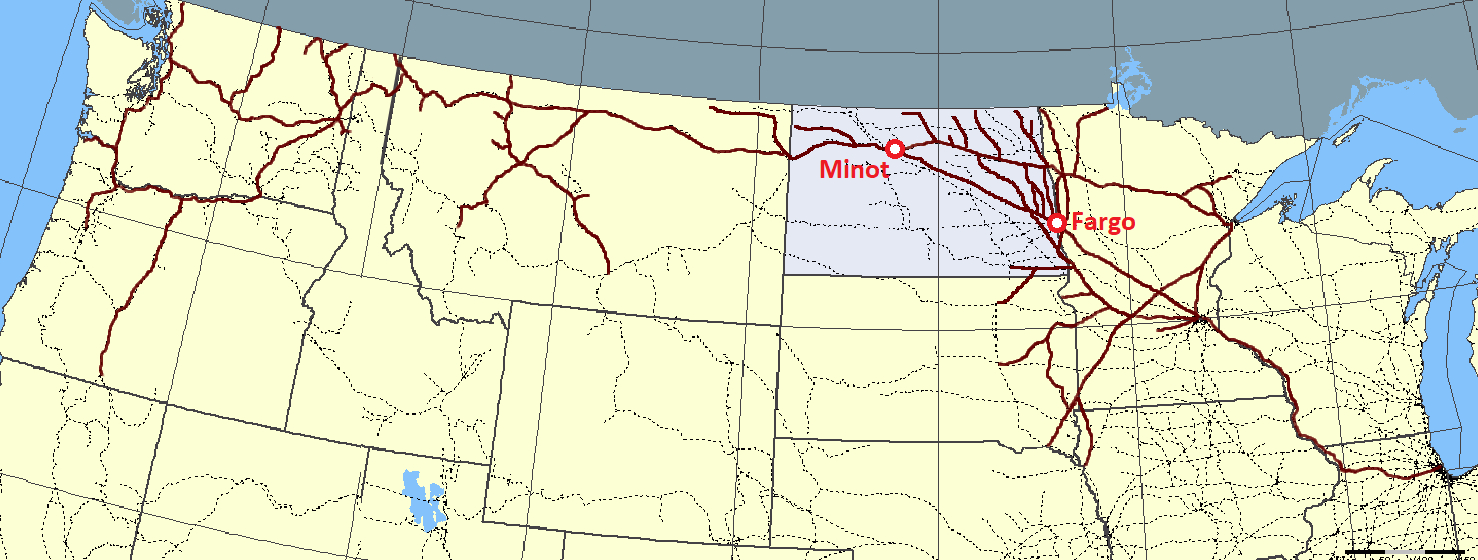
Netz der Great Northern Railway um 1920 (North Dakota)

Die Great Northern Railway baute Ende des 19. Jahrhunderts eine nördliche transkontinentale Eisenbahnverbindung in den USA, die 1893 zwischen den Großen Seen und dem Puget Sound an der Pazifikküste in Betrieb genommen werden konnte. Am Oberen See war Duluth angeschlossen und über Verbindungen durch Minnesota über die Twin Cities reichte das Netz bis nach Chicago am Michigansee. Die Anfang des 20. Jahrhunderts an Bedeutung gewinnende Verbindung nach Chicago sollte durch eine mehr direkte Route zwischen Fargo und Minot in North Dakota verkürzt werden. Ab 1910 wurde dafür der 360 Kilometer lange Surrey Cut-Off zwischen Fargo und der kleinen namensgebenden Ortschaft Surrey gebaut, die etwa 10 Kilometer östlich vom Stadtzentrum von Minot an die Hauptstrecke angeschlossen wurde. Dadurch verkürzte sich die Verbindung um 83 Kilometer, die ursprünglich von Fargo nach Norden über Grand Forks verlief. Im Ostteil von North Dakota musste im Griggs County, etwa sechs Kilometer nordwestlich der Ortschaft Luverne, das ausgedehnte Flusstal des Sheyenne River überquert werden, wofür man eine über 50 Meter hohe Trestle-Brücke errichtete. Der Surrey Cut-Off wurde im September 1912 in Betrieb genommen.
Durch den Bau der Talsperre Baldhill wird der Sheyenne seit 1950 auf einer Länge von über 40 Kilometern zum Lake Ashtabula aufgestaut und die Trestle-Brücke quert seither den nördlichen Ausläufer des Stausees. Die Great Northern fusionierte 1970 mit der Northern Pacific Railway, der Chicago, Burlington and Quincy Railroad und der Spokane, Portland and Seattle Railway zur Burlington Northern Railroad, die wiederum 1995 mit der Atchison, Topeka and Santa Fe Railway zur heutigen BNSF Railway fusionierte, die heute Betreiber der Brücke ist. 

## Beschreibung
Die Stahl-Trestle-Brücke besteht aus 51 Vollwandträgern. Diese ruhen auf 25 bis zu 55 Meter hohen Gittermasten. Die Abstände zwischen den Masten und von den letzten Masten zum jeweiligen Widerlager sind mit 26 Trägern von etwa 21 Meter Länge überspannt, die Masten selbst mit 25 etwa 12 Meter langen Trägern. Die Gesamtlänge der Stahlkonstruktion zwischen den Widerlagern beträgt 834 Meter.